# تمب بر
تمب بر در شهرستان مهر، بخش گله‌دار، روستای چاه سورک واقع شده و این اثر در تاریخ ۱۱ شهریور ۱۳۸۲ با شمارهٔ ثبت ۹۸۴۲ به‌عنوان یکی از آثار ملی ایران به ثبت رسیده است.